# Bethlehem Soccer Stadium
El Bethlehem Soccer Stadium es un estadio de fútbol ubicado en la isla de Saint Croix, Islas Vírgenes Estadounidenses.

## Historia
El estadio fue inaugurado el 11 de agosto de 2019, siendo el primer estadio para el fútbol en las Islas Vírgenes Estadounidenses gracias al Proyecto Gol de la FIFA de 2015 y completamente financiado por la FIFA. El estadio cuenta con capacidad para 1200 espectadores ubicados en dos graderías, además de que en él están las instalaciones de la Federación de Fútbol de las Islas Vírgenes Estadounidenses, así como su centro técnico.
Fue utilizado para la Clasificación a los Juegos Olímpicos en septiembre de ese año, así como de los partidos de la Liga de Naciones 2019/20.